# Lophosia obscura
Lophosia obscura là một loài ruồi trong họ Tachinidae.